# Oppidum d'Altimurium
L'oppidum d'Altimurium est un ancien oppidum gaulois puis romain situé près de la Voie Domitienne sur le territoire de la commune de Murviel-lès-Montpellier, dans le département français de l'Hérault en région Occitanie.
Datant du IIe siècle av. J.-C., la cité fut un important site antique, au même titre qu'Ambrussum, Lattara ou Enserune.

## Historique
Le site est occupé au IIe siècle av. J.-C. ; il aurait des origines gauloises.

### Antiquité
Au Ier siècle av. J.-C., la cité est protégée par un mur cyclopéen de près de 2 kilomètres. La proximité de la Voie Domitienne et l'ensemble du système de fortifications en font l'une des cités les plus importantes de la région, au même titre qu'Ambrussum ou Enserune. La cité est alors dépendante de Nemausus (Nîmes), grande ville de la Narbonaise, comme plusieurs autres cités de la région (Lattara...).
Un centre monumental est édifié dans la partie basse de l'oppidum en plusieurs étapes entre les IIe siècle av. J.-C. et IIe siècle ; il est abandonné au IIIe siècle.

### Haut Moyen Âge
La cité fut détruite par Charles Martel en 737, comme d'autres cités de la région (Nemausus, Maguelone...), destruction dont elle ne se relèvera pas.

## Urbanisme
La cité était divisée en deux parties distinctes : la ville-basse en contrebas comprenant un centre monumental englobant le forum, et l'oppidum situé en ville-haute appelé aussi le Castellas d'Hautemur qui devait accueillir le Castrum romain. La cité romaine s'est développée entre ces deux parties de l'oppidum. L'importance de la cité est démontrée grâce à la présence de nombre de structures typiques de la Rome Antique : édifices, aqueducs, mosaïques, statues...

## Vestiges

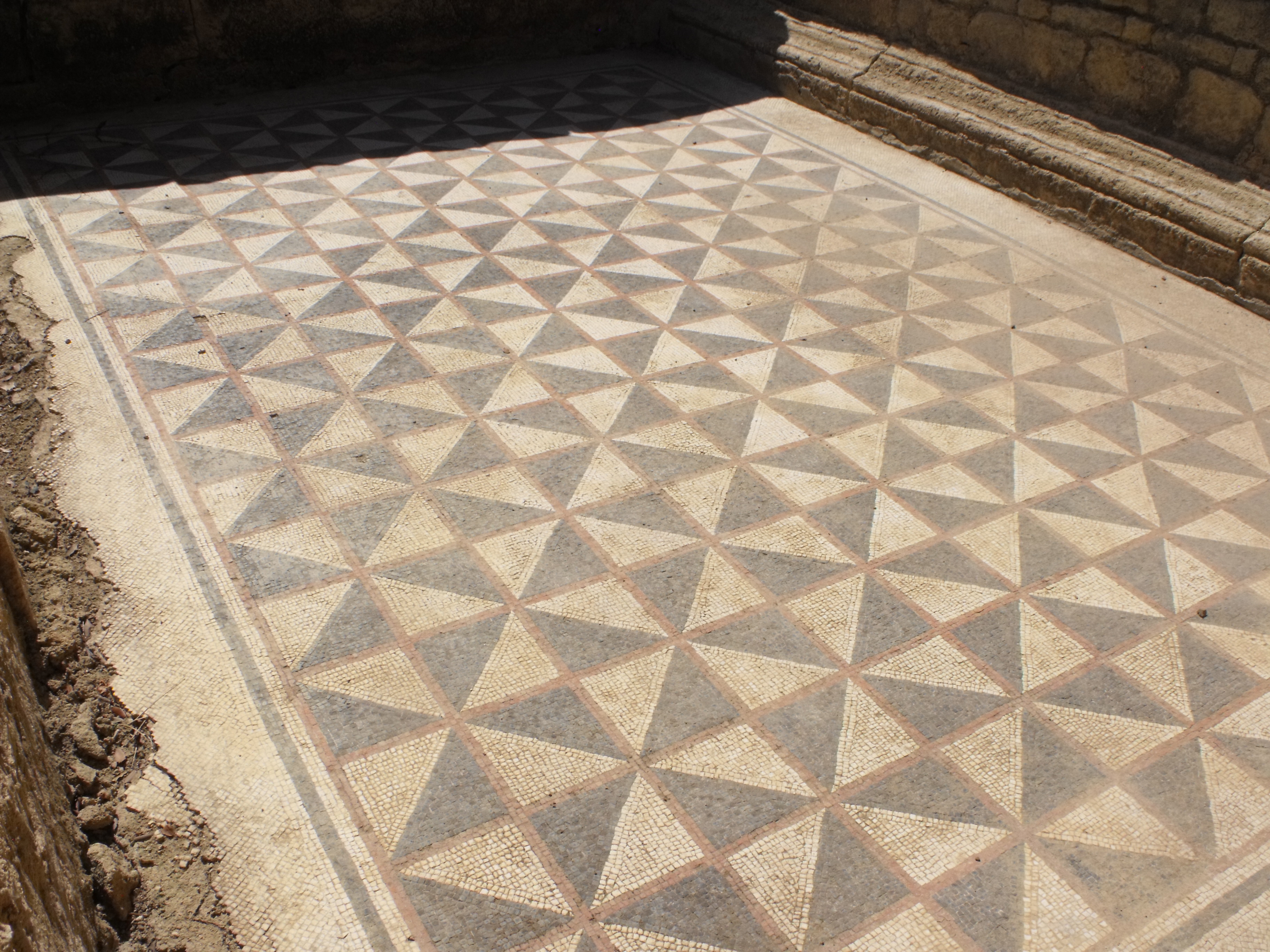
Mosaïque in situ

Les remparts ont été classés au titre des monuments historiques le 8 mai 1896, protection étendue par une inscription au titre des monuments historiques le 24 mars 1971. Le site archéologique a fait quant à lui l'objet d'une inscription aux monuments historiques le 27 octobre 2010.

## Fouilles
Jusqu'à présent, les fouilles n'ont pu se limiter qu'à une partie restreinte de l'ancienne cité. Les fouilles devraient se poursuivre car le département a acquis une grande partie des terres recouvrant les vestiges antiques.

#### Entrée ouest

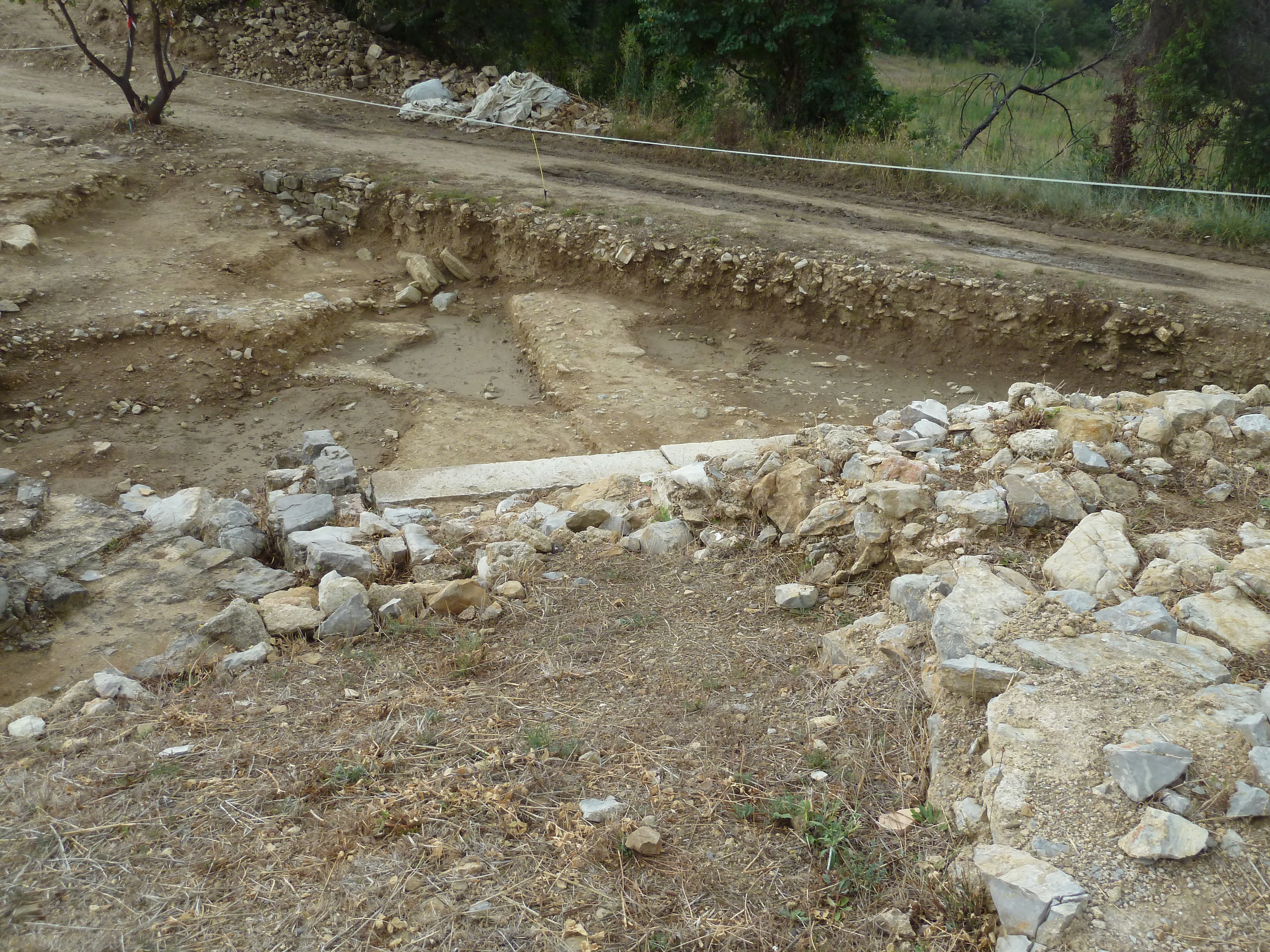
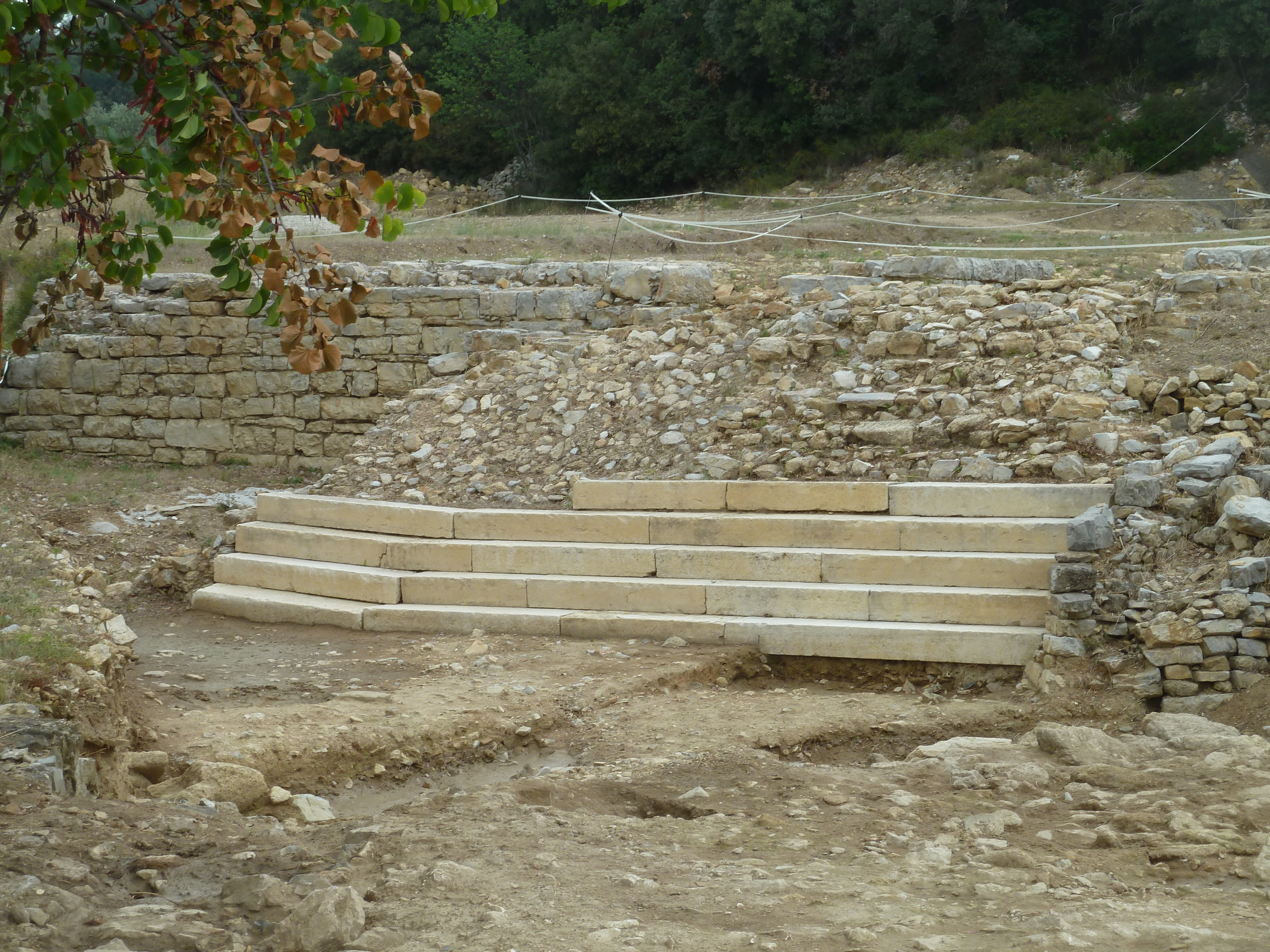
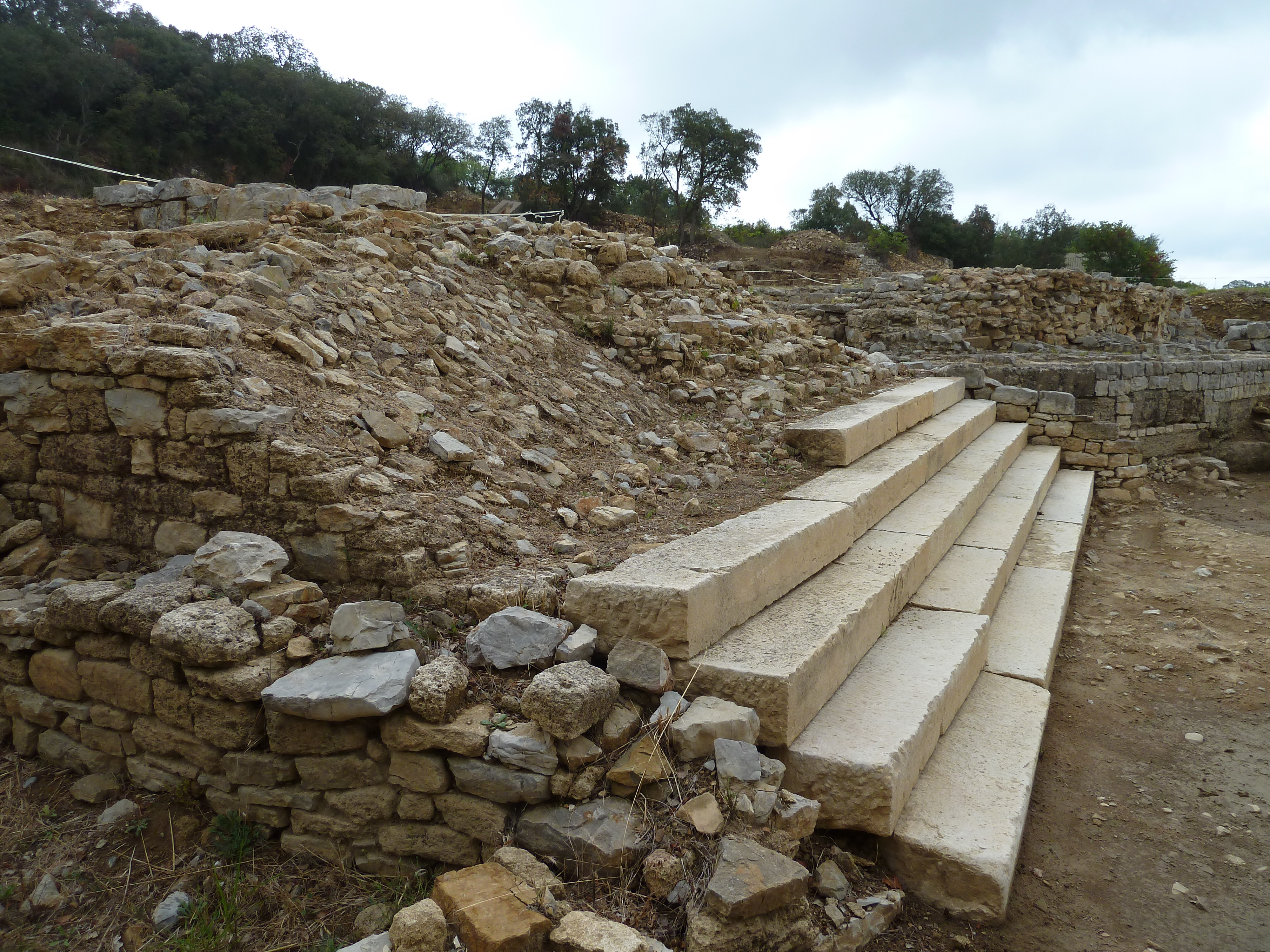

#### Monument corinthien

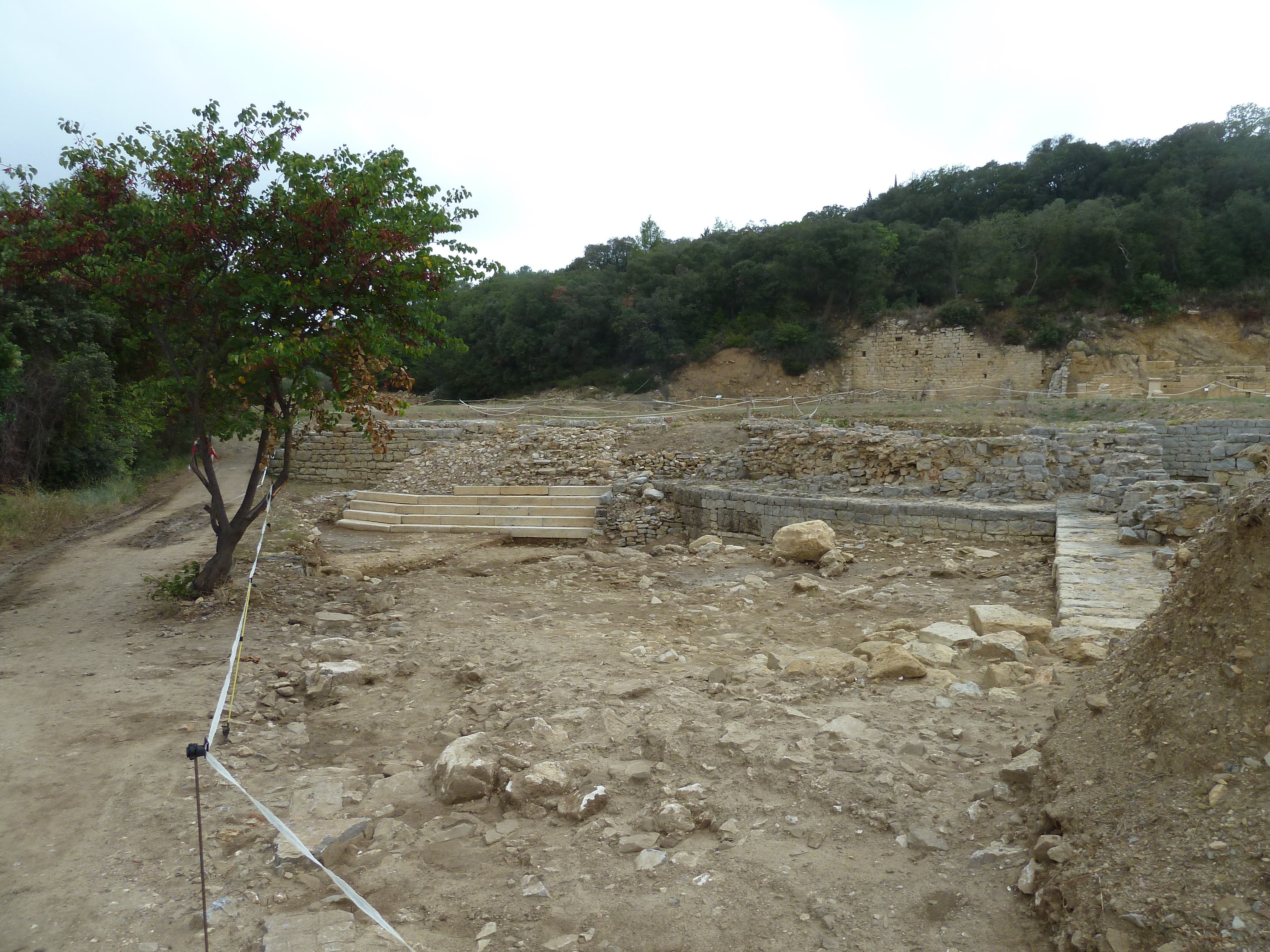
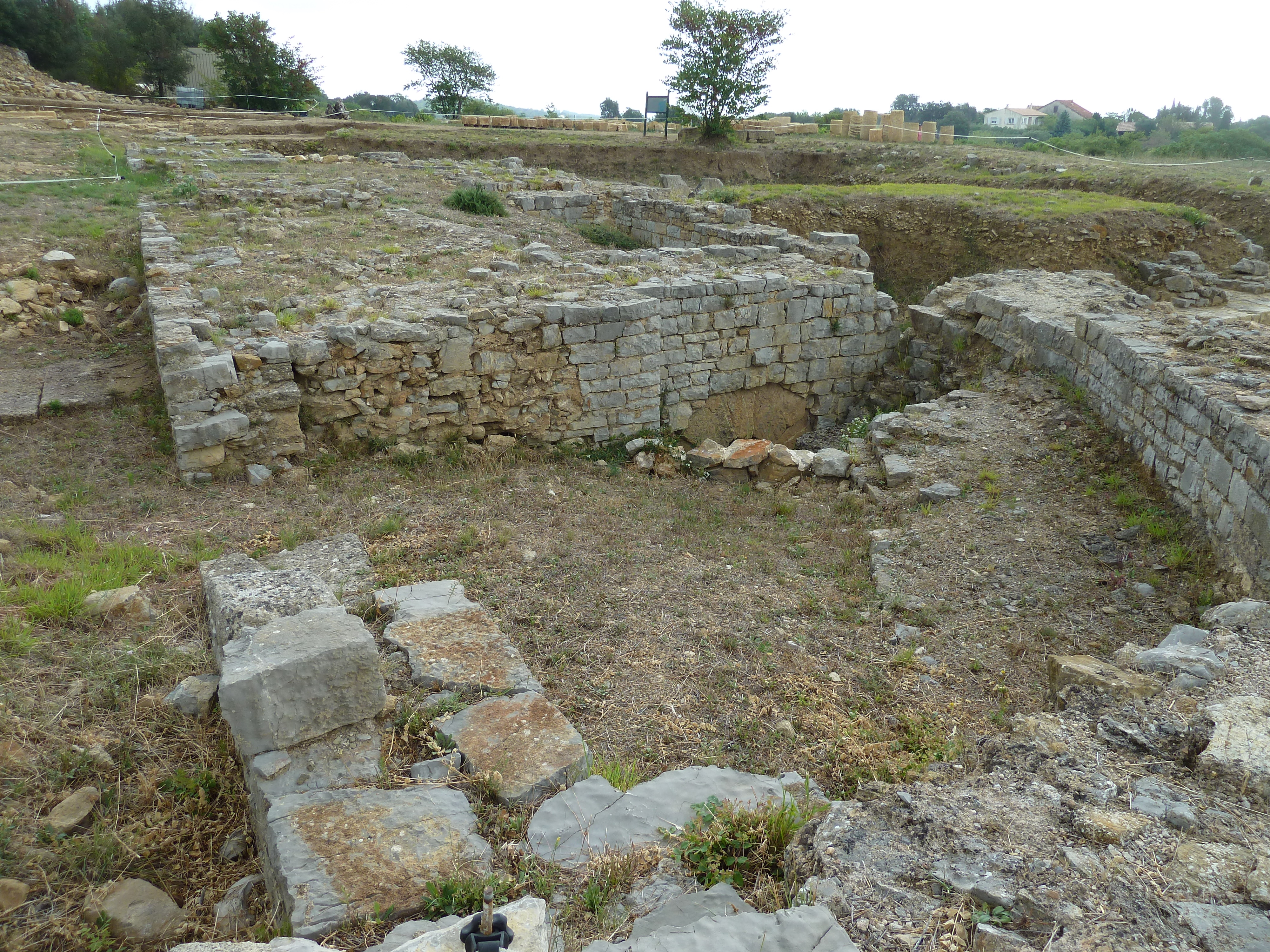
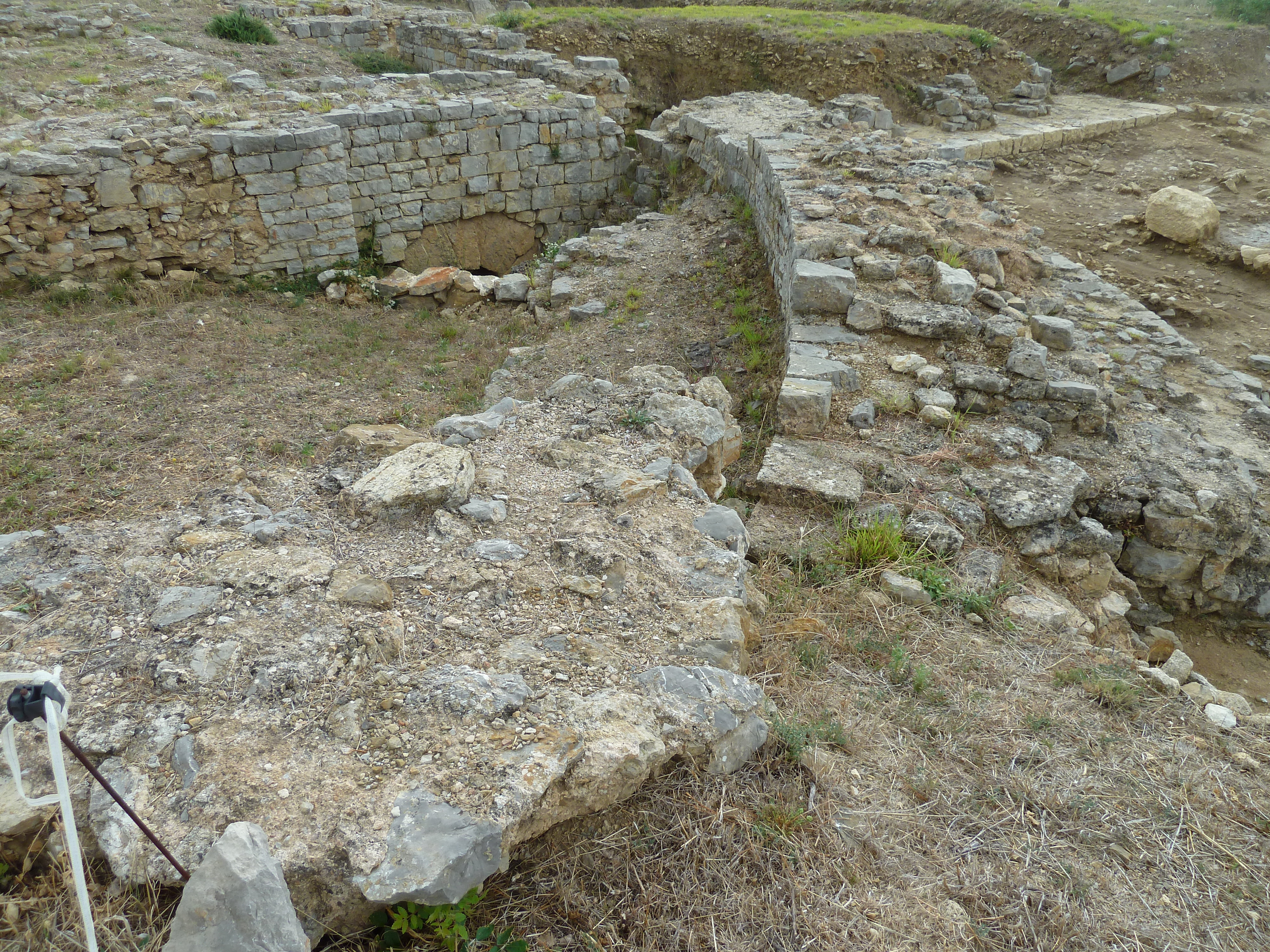
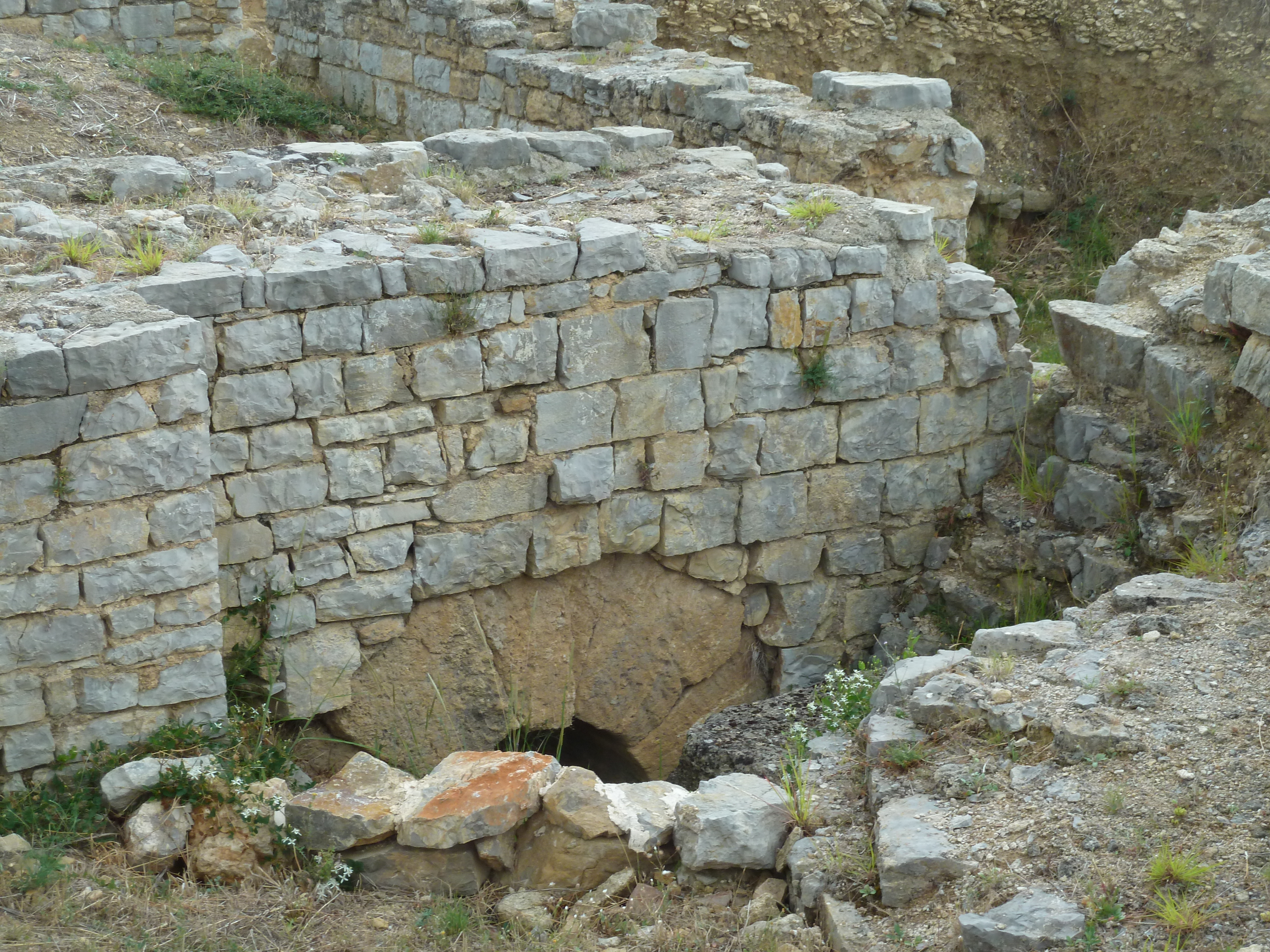
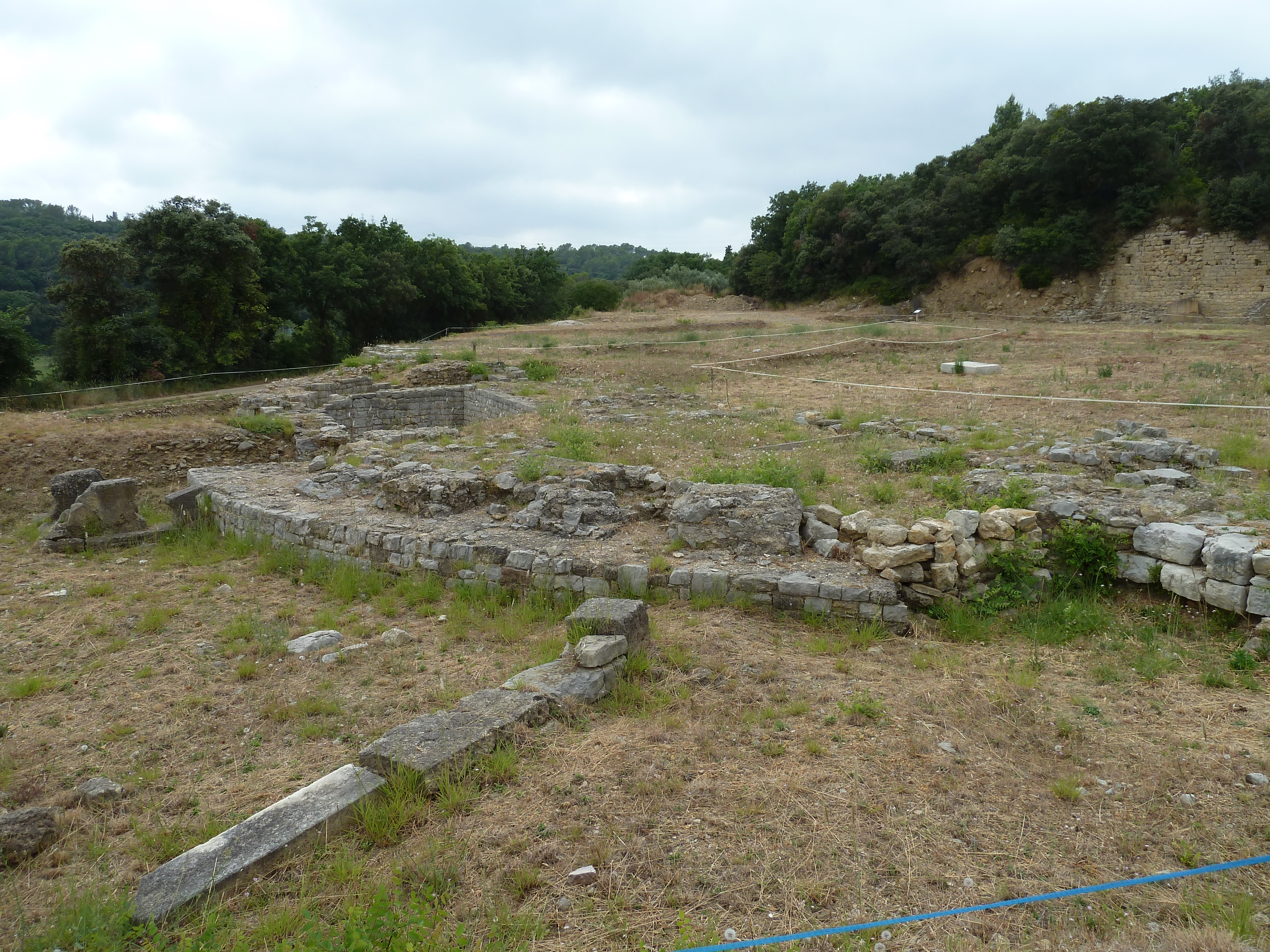

## Photographies

### Centre monumental

#### Vues générales

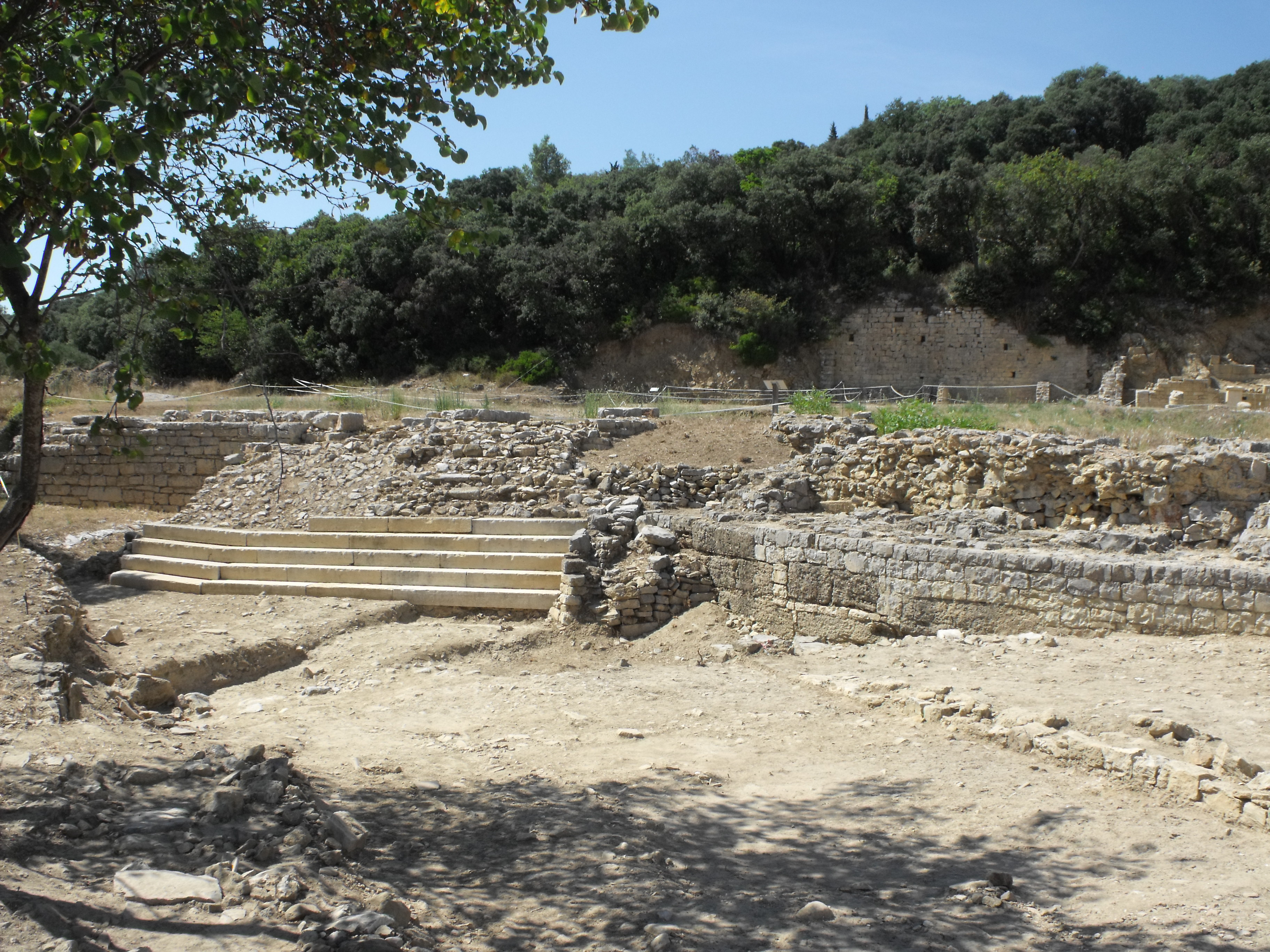
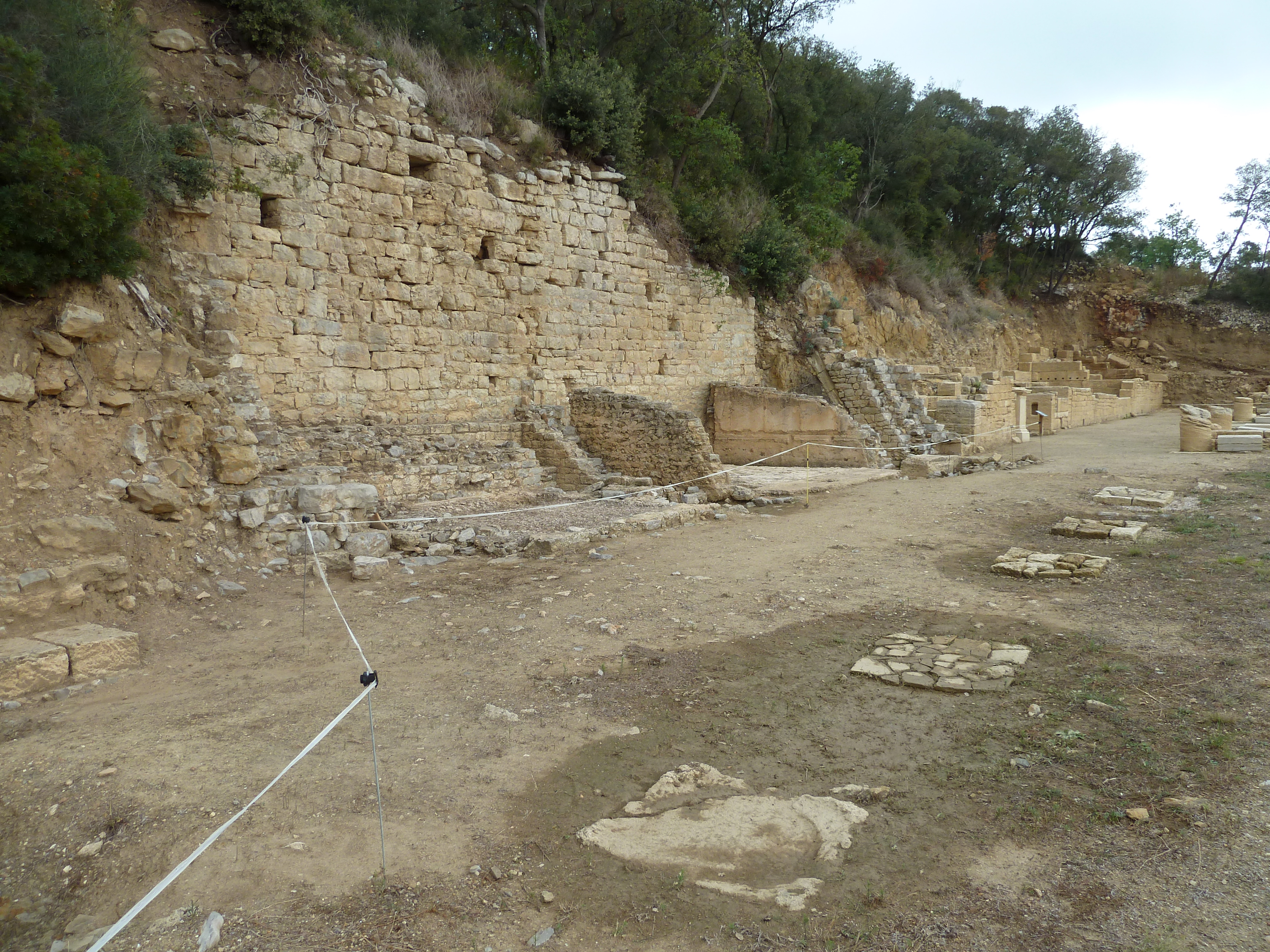
Portique nord.

#### Monument tardo-hellénistique

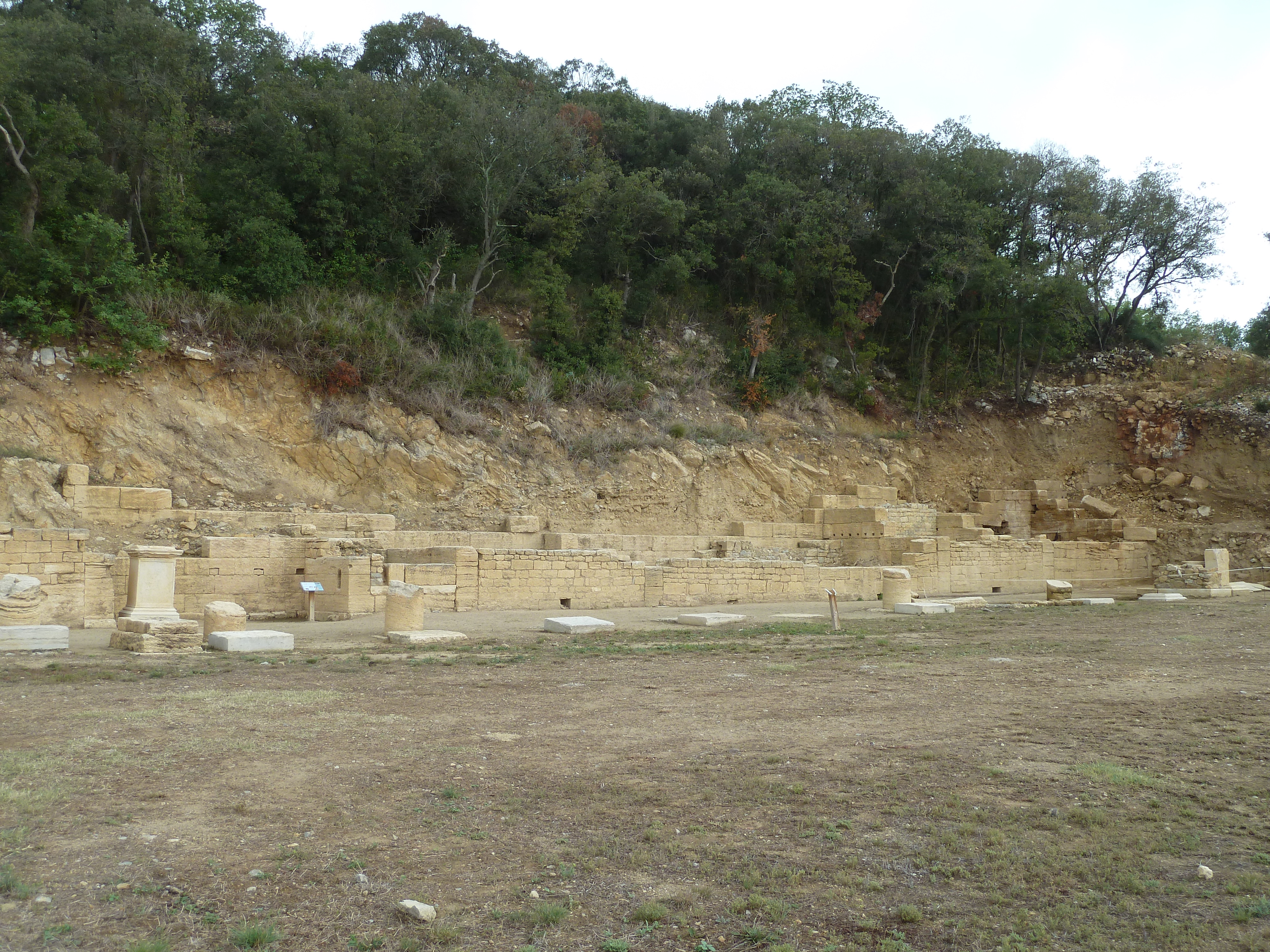
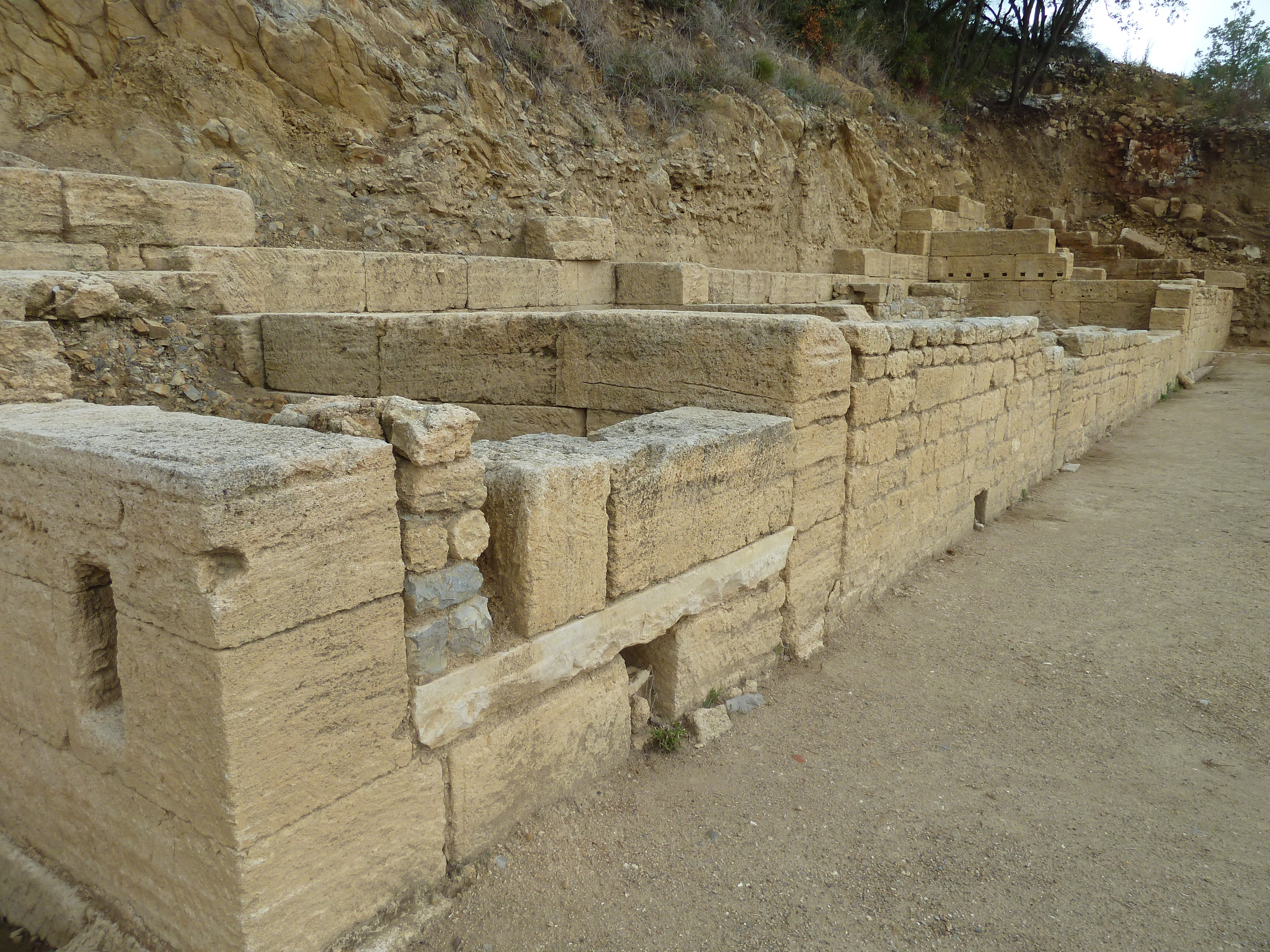
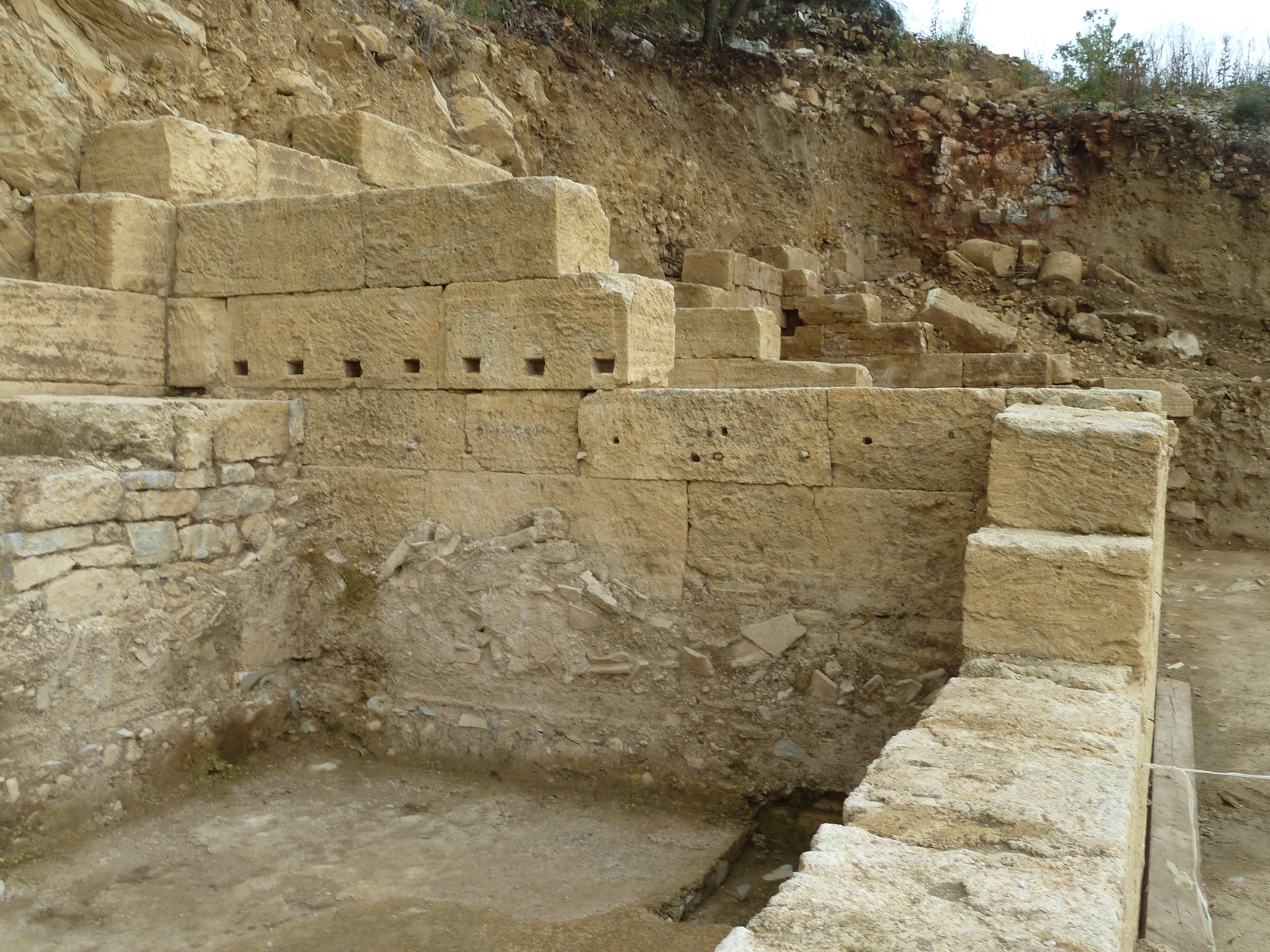
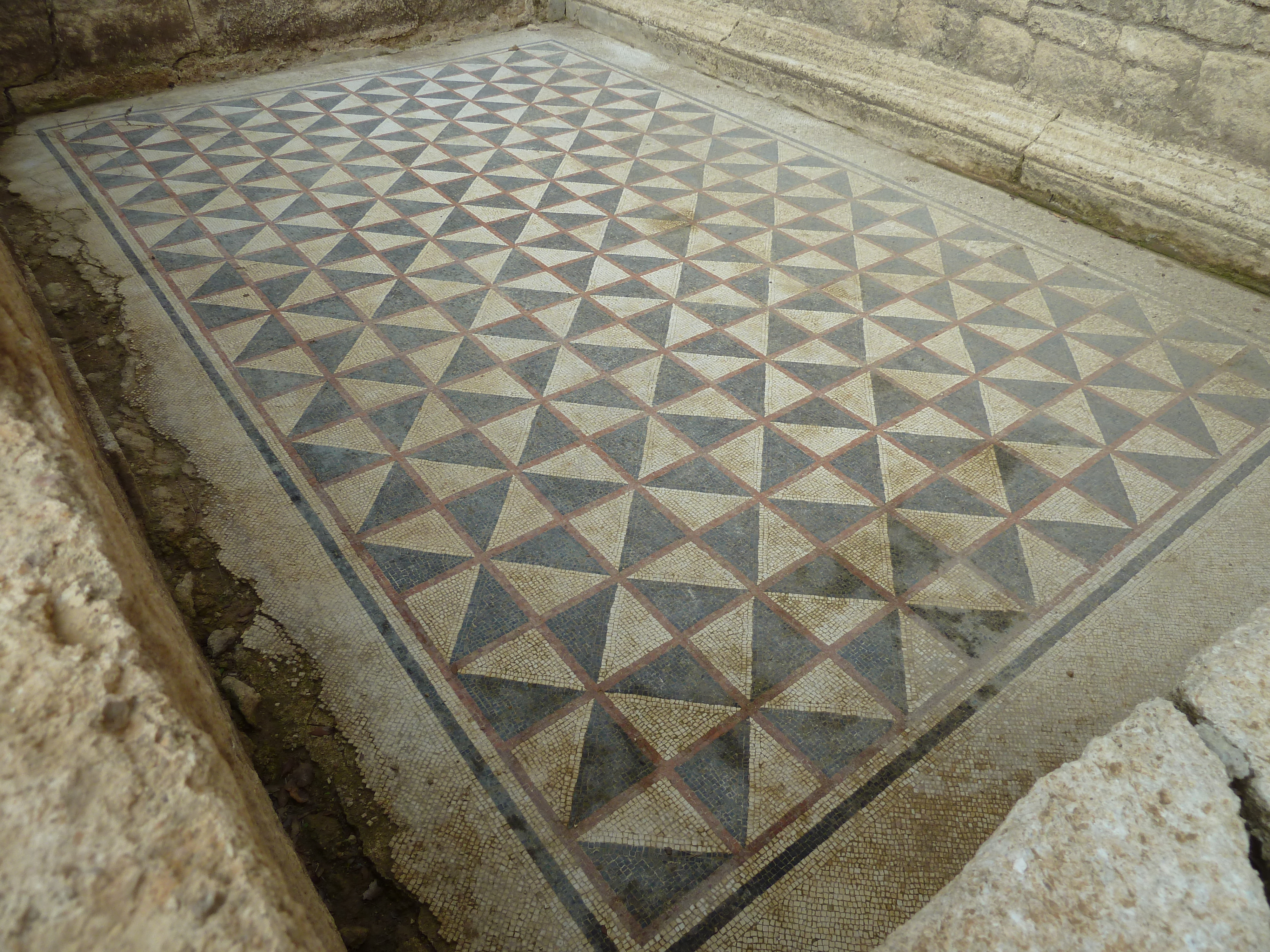
Mosaïque de la pièce 7
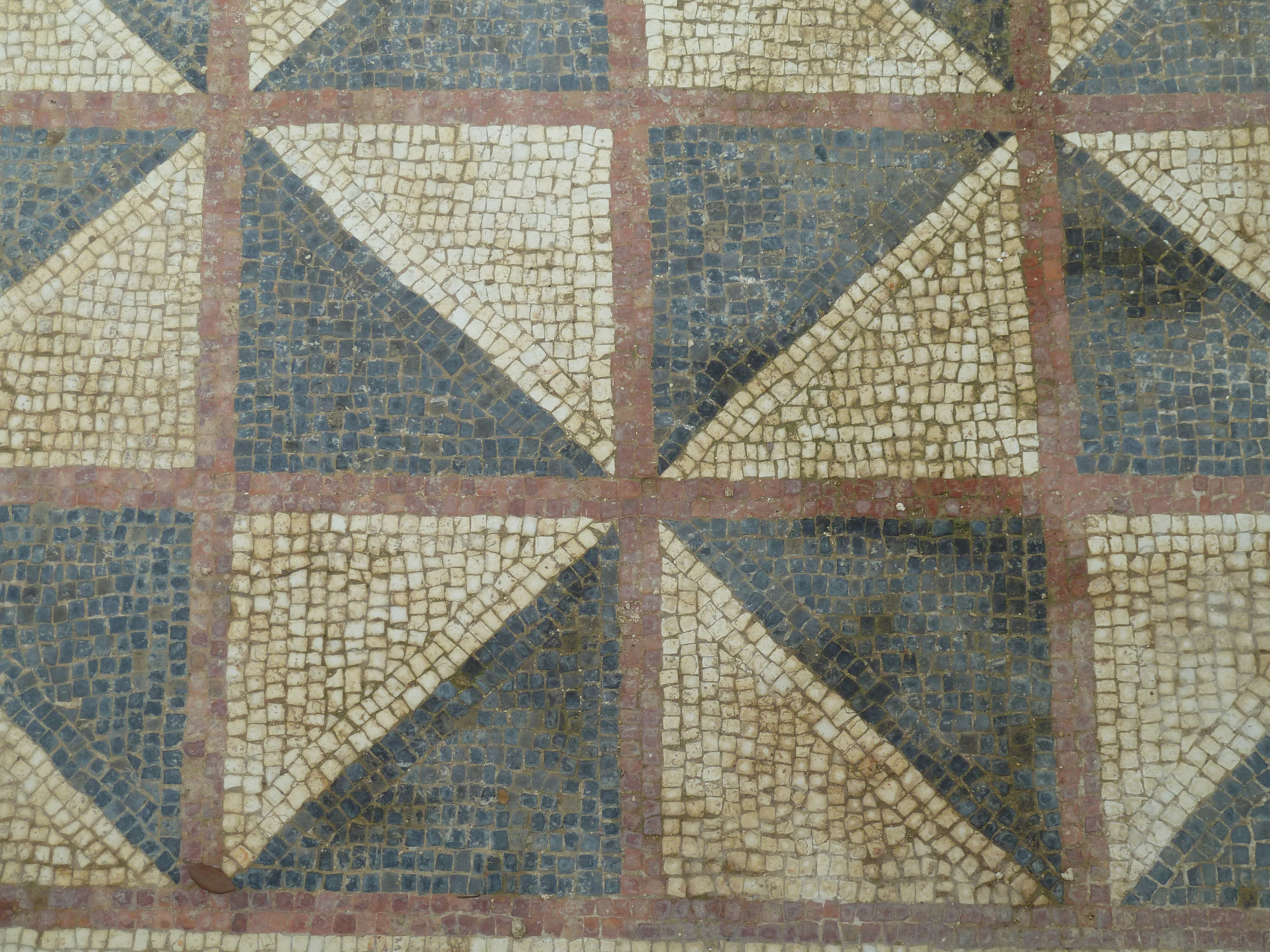
Mosaïque de la pièce 7